# Tommaso Galeotti
Tommaso Galeotti (Pietrasanta, 1º gennaio 1923 – ...) è stato un calciatore italiano, di ruolo attaccante.

## Carriera
Nella stagione 1942-1943 veste la maglia della Carrarese in Serie C; l'anno successivo segna 8 reti in 5 presenze in Divisione Nazionale, sempre con la maglia della Carrarese.
Dopo la fine della Seconda guerra mondiale continua a giocare nella Carrarese, con cui nella stagione 1945-1946 segna 15 reti in 24 presenze in Serie C; in seguito milita anche nella Lucchese, con cui nella stagione 1946-1947 segna un gol in 5 presenze in Serie B, campionato che la squadra toscana vince venendo quindi promossa in Serie A.
A fine stagione viene ceduto all'Empoli, con la cui maglia nella stagione 1947-1948 segna 10 reti in 21 presenze in Serie B; rimane con i toscani per un secondo campionato, sempre nella serie cadetta, nel quale va a segno 5 volte in 19 presenze.
Passa quindi al Benevento, con la cui maglia nella stagione 1949-1950 e nella stagione 1950-1951 milita in Serie C; nella stagione 1951-1952 scende di categoria e si accasa alla Massese in Promozione (il massimo livello dilettantistico dell'epoca), chiudendo la sua unica stagione in maglia bianconera con un bilancio di 27 presenze e 12 reti.
In carriera ha giocato complessivamente 45 partite in Serie B, nel corso delle quali ha totalizzato 16 reti.

## Palmarès

### Giocatore

#### Competizioni nazionali
- Serie C: 1

Carrarese: 1942-1943
- Serie B: 1

Lucchese: 1946-1947